# Équipe du Brésil de football en 2011
Cet article traite de l'année 2011 de l'Équipe du Brésil de football.